# Skam Austin
Skam Austin é uma  série americana, baseada na série norueguesa Skam criada por Julie Andem, A primeira prévia da série foi publicada em 24 de abril de 2018, no Facebook Watch.
Em 25 de julho de 2018, foi anunciado que a série foi renovada para uma segunda temporada pelo Facebook com estreia marcada  para 15 de março de 2019.
A série usa o mesmo formato  da produção original norueguesa, lançando diariamente um pequeno clipe no Facebook Watch, com os clipes mostrados durante a semana combinados em um episódio.
Os lançamentos são complementados também com capturas de tela de mensagens de texto entre os personagens e contas reais de mídia social.

## Sinopse
A série acompanha a vida cotidiana de adolescentes da Bouldin High School em Austin, Texas,
acompanhando seus problemas, escândalos e a rotina do dia, tendo como foco inicial a vida da estudante Megan Flores introduzindo sua amizade com Grace Olsen, Kelsey Russell, Josefina Valencia e Zoya Ali, além de seu relacionamento amoroso cotubardo com Marlon Frazier
.

## Elenco e personagens

### Principal
- Julia Rocha como Megan Flores, uma garota solitária que antes era amiga de Abigail Heyward, a capitã do time de dança da escola Bouldin High School "The Kittens". Sua amizade foi arruinada quando Megan começou a ver o ex-namorado de Abby, Marlon. Ela se junta a equipe de dança recém formada de Kelsey, enquanto lida com complicações em seu relacionamento com Marlon.
- Till Simon como Marlon Frazier, namorado atual de Megan e aspirante a músico. Ele é o melhor amigo de Shay e Tyler e é o ex-namorado de Abby.
- Kennedy Hermansen como Grace Olsen, uma garota nova de Dallas, Texas, que faz amizade com Megan depois de testemunhar Abby intimidando-a em Talent Night. Ela é madura e franca e geralmente serve como a voz da razão entre as garotas da equipe de dança.
- Austin Terry como Daniel Williamson, o jogador de futebol mais popular da Bouldin High School.
- Shelby Surdam como Kelsey Russell, uma menina desajeitada e insegura que forma sua própria equipe de dança depois de ser rejeitada por "The Kittens".
- La'keisha Slade como Shay Dixon, a amiga mais próxima e companheira de banda de Marlon, além de uma confidente de Megan.
- Valeria Vera como Josefina Valencia, uma garota audaciosa e excêntrica e melhor amiga de Kelsey.
- Aaliyah Islam Muhammad como Zoya Ali, uma garota sensata que se junta à equipe de dança de Kelsey.
- Pedro Castenada como Jordan Díaz, um jogador de futebol e melhor amigo de Daniel. Ele persegue Megan romanticamente, mas é revelado que tem uma namorada chamada Cleo.
- Giovanni Niubo como Tyler Nunez, outro melhor amigo e companheiro de banda de Marlon.
- Sophia Hopkins como Abigail Heyward, ex-melhor amiga de Megan e capitã dos "The Kittens", a equipe de dança da Bouldin High School. Ela também é ex-namorada de Marlon.

### Recorrente
- Sandra Avila como Mãe de Megan, que é constantemente vista discutindo com o marido sobre as finanças e o bem-estar de sua filha.
- Paveena Javvadi como Poonam, uma garota superacreditada que convence Megan a participar de Talent Night.
- Sydney Cope como Cleo, a namorada de Jordan.
- Ray Perez como Pai de Megan, que quer que Megan siga seus sonhos, contrastando com a visão de mundo mais fundamentada de sua esposa.

### Convidados
- Julia Backmon como Eliza W
- Chase Horton como Cara da placa de sanduíche
- Zachary Henry como Emcee
- Ashely Muir como Professora

## Episódios

### Resumo
| Temporada | Temporada | Episódios | Exibição original    | Exibição original   |
| Temporada | Temporada | Episódios | Estreia da temporada | Final da temporada  |
| --------- | --------- | --------- | -------------------- | ------------------- |
|           | 1         | 8         | 24 de abril de 2018  | 15 de junho de 2018 |
|           | 2         | 10        | 15 de março de 2019  | 24 de maio de 2019  |

### 1.ª Temporada
A primeira temporada é composta de oito episódios e tem como foco Megan Flores, outros personagens regulares são suas amigas Grace, Kelsey, Zoya e Josefina.  A história gira em torno de Megan e seu difícil relacionamento com Marlon Frazier. Lida com temas como solidão, identidade e amizade.
| N.º | Título   | Dirigido por | Escrito por                 | Lançamento          |
| --- | -------- | ------------ | --------------------------- | ------------------- |
| 1   | "Week 1" | Julie Andem  | Julie Andem & Sarah Heyward | 27 de abril de 2018 |
| 2   | "Week 2" | Julie Andem  | Julie Andem & Sarah Heyward | 4 de maio de 2018   |
| 3   | "Week 3" | Julie Andem  | Julie Andem & Sarah Heyward | 11 de maio de 2018  |
| 4   | "Week 4" | Julie Andem  | Julie Andem & Sarah Heyward | 18 de maio de 2018  |
| 5   | "Week 5" | Julie Andem  | Julie Andem & Sarah Heyward | 25 de maio de 2018  |
| 6   | "Week 6" | Julie Andem  | Julie Andem & Sarah Heyward | 1 de junho de 2018  |
| 7   | "Week 7" | Julie Andem  | Julie Andem & Sarah Heyward | 8 de junho de 2018  |
| 8   | "Week 8" | Julie Andem  | Julie Andem & Sarah Heyward | 15 de junho de 2018 |

### 2.ª Temporada
A segunda temporada segue a vida de Grace Olsen.  A temporada acompanha o seu relacionamento com  Daniel Williamson.
| N.º | Título    | Dirigido por    | Escrito por                          | Lançamento          |
| --- | --------- | --------------- | ------------------------------------ | ------------------- |
| 1   | "Week 1"  | Phillip Bartell | Karen Diconcetto                     | 22 de março de 2019 |
| 2   | "Week 2"  | Phillip Bartell | Karen Diconcetto & Jessie Kahnweiler | 28 de março de 2019 |
| 3   | "Week 3"  | Phillip Bartell | Marlana Hope                         | 5 de abril de 2019  |
| 4   | "Week 4"  | Phillip Bartell | Jessie Kahnweiler                    | 12 de abril de 2019 |
| 5   | "Week 5"  | Phillip Bartell | Karen Diconcetto                     | 19 de abril de 2019 |
| 6   | "Week 6"  | Phillip Bartell | Marlana Hope                         | 26 de abril de 2019 |
| 7   | "Week 7"  | Phillip Bartell | Marlana Hope                         | 3 de maio de 2019   |
| 8   | "Week 8"  | Phillip Bartell | Karen Diconcetto                     | 10 de maio de 2019  |
| 9   | "Week 9"  | Phillip Bartell | Jessie Kahnweiler                    | 17 de maio de 2019  |
| 10  | "Week 10" | Phillip Bartell | Karen Diconcetto                     | 24 de maio de 2019  |

## Produção
No terceiro trimestre de 2016, a série de drama adolescente norueguesa Skam ganhou impulso significativo e uma ativa base de fãs fora de suas fronteiras norueguesas A série tornou-se particularmente notável por seu modelo de distribuição único de clipes curtos individuais enviados diariamente para o site da rede de transmissão em tempo real à medida que os eventos se desenrolavam na narrativa do programa, com os clipes exibidos durante uma semana combinados em um episódio. No site, os clipes foram complementados com capturas de tela de mensagens de texto entre os personagens, enquanto contas reais de mídias sociais foram criadas para os personagens fictícios interagirem uns com os outros. Ao longo de suas quatro temporada e 43 episódios, Skam explorou temas como solidão, identidade, distúrbios alimentares, agressão sexual, homossexualidade, saúde mental, religião e amor proibido.

### Desenvolvimento
Em dezembro de 2016, a produtora de Simon Fuller, a XIX Entertainment, assinou um contrato com a NRK, a Norwegian Broadcasting Corporation, para produzir uma adpatação no idioma inglês da  série norueguesa. Fuller disse ao The Guardian que "Skam é um show importante. [...] Há pouco conteúdo criado primordialmente para um público adolescente e a Skam fornece isso com grande honestidade e integridade. O show tem um impacto e está liderando o caminho para explorar narrativas multiplataformas. " O The New York Times escreveu que a versão americana apresentará novos personagens e atores, mas manterá o formato original de contar histórias, com consulta da NRK. Fuller disse ao Times que "Estamos explorando todos os canais de conteúdo. [...] Shame funciona em todas as plataformas e é isso que dá um diferencial. Estamos buscando inovar e ampliar os limites de como o conteúdo moderno é visto e com experiência"..
De acordo com a publicação de notícias sueca Svenska Dagbladet,  a filmagem principal acontecerá entre o terceiro e o quarto trimestres de 2017, com buscas locais em andamento para encontrar uma cidade americana com a qual a maioria dos jovens americanos possa se relacionar e com uma estréia prevista para o final de 2018.
Em outubro de 2017, durante o MIPCOM anual da mostra de comércio, foi anunciado que o Facebook adquiriu os direitos de transmitir  Shame em sua plataforma de vídeo original "Facebook Watch". O diretor de estratégia global criativa do Facebook, Ricky Van Veen, disse que "Quando ouvi pela primeira vez sobre o Skam, parecia que eu estava vendo o futuro da narrativa. Estamos incrivelmente entusiasmados em trazê-lo para o público global no Facebook". Na época do anúncio do MIPCOM, foi incorretamente relatado que Julie Andem, criadora, diretora e roteirista da série Skam original, também produziria a versão norte-americana, uma mensagem mais tarde retratada na mídia norueguesa, com um esclarecimento de um mal-entendido devido a uma "manhã movimentada" e que tal trabalho "foi e é um diálogo entre Julie Andem, Facebook e XIX Entertainment". Em novembro de 2017, Andem anunciou em sua conta no Instagram que assumiria o papel de showrunner e diretora de Shame, escrevendo que "não queria dar para outra pessoa" apesar dos obstáculos de um país estrangeiro com culturas diferentes da série original.

### Casting
Em novembro de 2017, o Instagram de Andem apresentou um pôster para um casting para adolescentes em  Austin, Texas, com o departamento de casting Vicky Boone confirmando à publicação de mídia norueguesa Aftenposten que as filmagens da série aconteceriam na cidade de Austin.

## Lançamento

### Marketing
Em 19 de abril de 2018, foram lançados os primeiros teasers da série, anunciando 24 de abril como o início oficial dos lançamentos diários da série. As contas de mídia social de alguns personagens fictícios começaram a postar conteúdo em abril de 2017.